# Editura C.H. Beck
Editura C.H. Beck este o editură juridico-economică din România fondată în 2006, având sediul central la București.

## Prezentare
Editura C.H. Beck are ca obiect exclusiv de activitate editarea cărților și a publicațiilor cu tematică juridică și economică. Editura s-a impus pe piața literaturii juridice în anul 1998 ca urmare a asocierii dintre grupul românesc al Editurilor ALL și editura germană C.H. BECK. Începând cu anul 2001, Editura All Beck s-a desprins din Grupul Editurilor ALL, iar din 2006 a preluat numele partenerului său european C.H. Beck, devenind astfel o societate independentă, cu capital majoritar german.
Compania a devenit astfel parte integrantă a trustului european C.H. BECK, unul dintre cele mai vechi și mai reprezentative din Europa, grup fondat în anul 1763. În prezent, acest grup include mai multe societăți din Germania, Elveția, Cehia, Polonia și România.

## Editura C.H. Beck – Scurt istoric
Editura C.H. Beck are ca obiect exclusiv de activitate editarea cărților și a publicațiilor cu tematică juridică și economică. Editura s-a impus pe piața literaturii juridice în anul 1998 ca urmare a asocierii dintre grupul românesc al Editurilor ALL și editura germană C.H. BECK. Începând cu anul 2001, Editura All Beck s-a desprins din Grupul Editurilor ALL, iar din 2006 a preluat numele partenerului său european C.H. Beck, devenind astfel o societate independentă, cu capital majoritar german.
Compania a devenit astfel parte integrantă a trustului european C.H. BECK, unul dintre cele mai vechi și mai reprezentative din Europa, grup fondat în anul 1763. În prezent, acest grup include mai multe societăți din Germania, Elveția, Cehia, Polonia și România.
Ce facem
În cei peste 14 ani de activitate, Editura C.H. Beck a realizat o cifră de afaceri care o poziționează între primele edituri din România, publicând peste 2000 de titluri cu tematică juridică și economică, într-un tiraj total ce depășește 3.000.000. de exemplare. Pentru practicieni, editura oferă ca noutate în literatura de specialitate prima bibliotecă juridică exclusiv on-line – legalis.ro. Biblioteca juridică este o mai mult decât o alternativă modernă și utilă pentru cărțile tipărite.
Produsele noastre – cărți, reviste și publicații electronice – sunt distribuite în peste 200 de librării și puncte de vânzare din întreaga țară. Editura C.H. Beck deține în țară patru librării (două în București și alte două librării în Baia Mare și Timișoara) cunoscute și apreciate de clienții noștri.
Ce am realizat
Cea mai importantă realizare în cei peste 14 ani de activitate este echipa C.H. Beck. Suntem o echipă tânără, serioasă și pasionată care reușește să lucreze împreună cu mai mult de 400 de autori.
Cunoștintele acumulate și pasiunea cu care se lucrează la orice proiect este activul principal al editurii. Alte realizări:
- într-o foarte cunoscută colecție intitulată “Curs Universitar”, se regăsesc peste 75 de titluri adresate studenților de la facultățile cu profil juridic din România;
- pentru a omagia opera și activitatea unor mari juriști români, ce au consolidat doctrina și jurisprudența românească din trecut am lansat “Colecția Restituțio”, prin care transmitem pentru mai departe truda și înțelepciunea marilor iluștrii, cuprinsă în aceste “enciclopedii juridice”;
- în sprijinul practicienilor dreptului am conceput o nouă colecție intitulată “Codices C.H. Beck” menită să cuprindă toate codificările juridice, actualizate, comentate și adnotate de cei mai valoroși autori ai momentului;
- tot pentru practicieni am dezvoltat o serie de publicații electronice – prima lucrare de acest gen fiind o colecție de jurisprudență de la Înalta Curte de Casație și Justiție, intitulată Buletinul Jurisprudenței.
- legile adnotate și sintezele de jurisprudență, comentariile de specialitate au un singur scop: acela de a pune la îndemâna practicienilor toată informația juridică necesară, oferindu-le cele mai noi și eficiente instrumente de lucru.
- în baza noastră de date au fost înregistrați peste 15.000 de clienti fideli;
- dintre aceștia, peste 10.000 sunt juriști care utilizează lucrările noastre.

Strategii si perspective
Obiectivul cu care am plecat la drum este acela de a construi în România o companie puternică, în măsură să ofere cititorilor săi o gamă completă de produse editoriale, la cele mai noi standarde europene.
Perioada de reconstrucție și reașezare pe care a traversat-o Romania în ultimii ani se reflectă cu fidelitate și în literatura juridică. Sunt bine reprezentate lucrările teoretice – tratatele și cursurile universitare – care redefinesc baza întregului sistem juridic. Dezvoltarea literaturii practice este etapa următoare și firească.
Plecând de la experiența partenerilor săi europeni, Editura C.H. Beck a elaborat un program de dezvoltare pentru următorii ani, al cărui obiectiv este de a crea pe piața românească un ansamblu de produse editoriale, destinate practicienilor dreptului.
Suntem pregătiți și dornici să ne asumăm partea de responsabilitate în societate, pe mai multe planuri:
- ca formator pentru studenții juriști și economiști preocupați de instruirea lor ca specialiști;
- ca furnizor permanent de informații de ultimă oră, pentru publicul nostru specializat și nu numai;
- ca expert și consultant pe probleme de opinii ale clienților;
- ca plătitor de taxe, angajator și formator de experți în domeniu;
- ca partener și sponsor în demersuri sociale dar mai ales culturale.

## Tradiție și profesionalism
Editura C.H.Beck Munchen, fondată în 1763, este una dintre cele mai mari edituri germane cu o deosebit de indelungata șibeck.de bogată tradiție, cu mai mult de 9000 de titluri disponibile care includ multe publicații electronice, cu aproape 70 de jurnale profesionale și o producție anuală de până la 1.500 de noi publicații și ediții, se află în topul firmelor germane de profil atât din punct de vedere financiar cât și în ceea ce privește calitatea. La sediul central din Munchen lucrează 550 de angajați, iar filiala din Frankfurt are rolul de birou editorial pentru cele mai multe jurnale legislative. În cele 2 locații aproape 120 de editori științifici oferă suport pentru mai mult de 14.000 de autori. Fostul sediu central din Nördlingen, un mic oraș din sudul Germaniei, este acum sediu pentru “Beck´sche” Druckerei, o tipografie modernă cu un departament de tehnoredactare și publicații multimedia, care are 400 de angajați. “Beck´sche” Druckerei este deținută integral de Editura C.H. Beck. Tot în Nördlingen se află și Nördlinger Verlags-auslieferung, centrul logistic și de distribuție al editurii. Grupul Beck cu un total de aproape 2000 de angajați este completat de “Schweitzer Fachinformationen”, un lanț de librării specializate și de alte câteva companii editoriale cu sediile în orașe din Germania și peste hotare.
C.H.Beck este una dintre cele mai vechi companii editoriale din Germania. Actualii deținători si directori executivi sunt frații Dr. Hans Dieter Beck și Dr. H.C. Wolfgang Beck, care reprezintă a șasea generație de descendenți direcți ai fondatorului companiei, Carl Gottlob Beck. În 1763, Carl Gottlob Beck a achiziționat o editură care funcționa în Nördlingen de 130 de ani. Ulterior a mai achiziționat o tipografie și o librărie. Inițialele numelui fiului și succesorului său, Carl Heinrich Beck, dăinuie în numele de astăzi al companiei C.H. Beck. Decizia de a muta sediul central al companiei la Munchen a fost luată de către Oscar Beck, reprezentantul celei de a patra generații de editori, dar tipografia a rămas în Nördlingen. La mijlocul secolului al XIX-lea, compania a început să se dezvolte într-o editură pentru diferite domenii științifice, dar în același timp a păstrat un program de editare pentru literatură și artă. Timp de mai multe decenii, C.H.Beck a fost leader în topul editurilor cu profil teologic. Mai târziu, teologia a avut un rol restrâns în catalogul companiei, în comparație cu alte domenii cum ar fi istoria, studiul antichității, știință, artă, literatura dar și drept, subiecte care au reliefat munca Editurii Beck încă de la începutul secolului al XIX-lea și continuă să fie principalele domenii.
Activitățile curente ale casei editoriale sunt împărțite în două domenii: Drept, Taxe și Economie, divizie sub conducerea Dr. Hans Dieter Beck și Literatură, Non-ficțiune și Științe, divizie sub conducerea Dr. H.C. Wolfgang Beck.
beckUn factor important în dezvoltarea programului editorial juridic al editurii C.H.Beck, l-a avut înființarea celui de al doilea Reich German, în 1871. La scurt timp înainte de trecerea în noul secol, acest eveniment a dus la legiferarea unor importante coduri juridice pentru toată Germania, ca de exemplu Codul de Procedură Civilă din 1876, Codul Civil din 1896 și Codul Comercial din 1897. În prima jumătate a secolului XX, lansarea colecțiilor de legislatie consolidată cum ar fi Sartorius (din 1903) și Schönfelder (1931), comentariul Palandt al Codului Civil (prima ediție publicată în 1938) și Neue Juristische Wochenschrift (Săptămânalul Juridic, din 1947) au stabilit un corp de lucrări standard care reliefează imaginea companiei până în ziua de astăzi. Compania a demarat timpuriu editarea publicațiilor electronice și producerea primei baze de date legislative pe CD-ROM a fost în 1989.
Astăzi C.H.Beck sprijină toate formele de publicații din domeniul legal, cum ar fi vaste lucrări cu numeroase volume pentru specialiști, broșuri cu prețuri moderate pentru un public larg, mape cu foi detașabile actualizate constant, manuale, reviste profesionale, DVD-uri și aplicații pentru telefoane mobile și tablete, iar de la mijlocul anului 2001 o cuprinzătoare bază de date numită beck-online. A fost dintotdeauna politica editurii de a răspunde cererii de publicații juridice în toate domeniile Dreptului, în timp ce un accent deosebit a fost pus pe aspectele practice ale profesiilor juridice, în special pe comentarii și cărți de referință.
C.H.Beck este partener al Deutscher Taschenbuchverlag (dtv), unde Beck’sche Gesetzes – texte (compilații de texte legislative) sunt publicate sub formă de cărți broșate ieftine și este deținător al Schweitzer Fachinformationen, un grup de librării pentru cărți de specialitate în mai mult de 20 de orașe germane. În plus C.H.Beck deține participații majoritare în numeroase edituri juridice și in firme organizatoare de seminarii. În 1970 C.H.Beck și-a extins semnificativ segmentul economic cât și segmentul programului juridic prin preluarea editurilor Franz Vahlen. În 1999 Nomos Verlagsgesellschaft din Baden-Baden și cinci ani mai târziu Kommunal-und Schul-Verlag din Wiesbaden au devenit de asemenea membrii ai grupului editorial C.H.Beck care crește în mod constant.
Activitățile internaționale au început în 1993 când casa editorială C.H.Beck Varșovia și C.H.Beck Praga au fost fondate, acestea aflându-se acum printre editorii de publicații juridice din țările lor. Câțiva ani mai târziu compania a achiziționat capitalul majoritar al editurii elvetiene Helbing & Lichtenhahn Verlag din Basel și al unei editurii de publicații juridice, care mai târziu și-a schimbat numele în C.H.Beck București. În 2011 a fost deschisă o filială la Bratislava. Activitățile internaționale diverse sunt rotunjite și de apartenența companiei la “Law Publishers in Europe” și de numeroase publicații cu multe case editoriale juridice de pe glob.
rollup-beckEditura C.H.Beck București în cei peste 15 ani de activitate a realizat o cifră de afaceri care o poziționează între primele edituri din România, publicând peste 2000 de titluri cu tematică juridică și economică, într-un tiraj total ce depășește 3.000.000. de exemplare. Pentru practicieni, editura C.H.Beck București oferă ca noutate în literatura de specialitate prima bibliotecă juridică exclusiv on-line – Legalis.ro. Biblioteca juridică este mai mult decât o alternativă modernă și utilă pentru cărțile tipărite.
Produsele C.H.Beck București – cărți, reviste și publicații electronice – sunt distribuite în peste 200 de librării și puncte de vânzare din întreaga țară. Editura C.H. Beck deține în țară patru librării (două în București și alte două librării în Baia Mare și Timișoara) cunoscute și apreciate de clienții noștri.
Plecând de la experiența partenerilor săi europeni, C.H.Beck București a elaborat un program de dezvoltare pentru următorii ani, al cărui obiectiv este de a crea pe piața românească un ansamblu de produse editoriale, destinate practicienilor dreptului.
Obiectivul cu care am plecat la drum este acela de a construi în România o companie puternică, în măsură să ofere cititorilor săi o gamă completă de produse editoriale, la cele mai noi standarde europene.

## Informații despre Editura C.H. Beck
- Web site-ul editurii C.H. Beck
- Magazinul online al Editurii C.H. Beck
- Singura bibliotecă juridico-economică online din România, legalis.ro
- Librăriile C.H. Beck Arhivat în 9 august 2014, la Wayback Machine.

## Rețeaua C.H. Beck online
- Web site-ul editurii C.H. Beck
- Magazinul online al Editurii C.H. Beck
- Prima bibliotecă juridică online din România, legalis.ro
- Curierul Fiscal, Revista lunară de impozite și taxe
- Curierul Judiciar, Revista ta de drept